# Robert Bruce Stephen Reford
Robert Bruce Stephen Reford, britanski general, * 1895, † 1972.